# Mitología cántabra
La mitología autóctona de Cantabria, desde sus orígenes más remotos y con el paso del tiempo, se ha ido entroncando con los mitos celtas y romanos, emparentándose en parte con leyendas y tradiciones del resto de la cornisa Cantábrica. En la mayoría de los casos, su significado más profundo, transmitido de padres a hijos a través de la tradición oral, ha quedado diluido bien porque este se ha ido perdiendo, bien porque los escritores clásicos nos la han transmitido cercenada al no recoger toda la riqueza y mentalidad popular, fijándose únicamente en los cultos y divinidades que guardaban semejanza con los suyos. Por otro lado, la romanización en un primer momento y la incursión del cristianismo posteriormente han ido transformando el sentido y representación de estos ritos paganos, alcanzándose en muchos casos un sincretismo religioso.

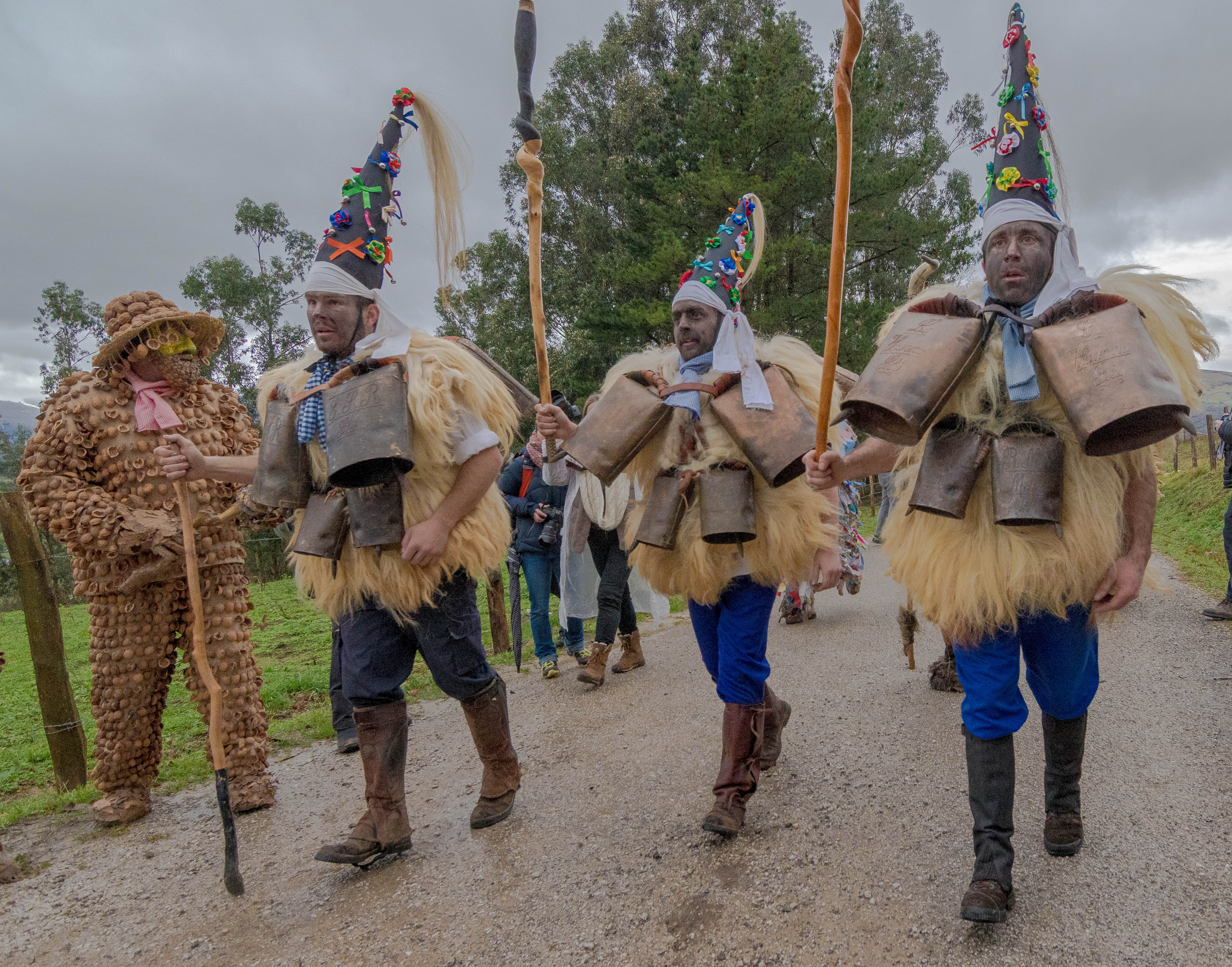
La mascarada de La Vijanera en Silió, de origen prerromano, es la muestra viva de la supervivencia de los cultos arcaicos a la naturaleza en Cantabria.

Aun así, todavía se conservan en el pueblo cántabro apólogos y leyendas con una mayor componente ritual o de comportamiento que como relatos significativos, y que se caracterizan por:
- Ser muchas veces relatos orales cuyo origen se remonta a tiempos en el que el paganismo era todavía una religión viva en Cantabria, y que, trasmitidos de generación en generación, se han ido reelaborando con el paso del tiempo y el sincretismo mítico-religioso.[1]
- Destacan por su brevedad, se prefiere el cuento sucinto que se pueda captar fácilmente y por eso a veces se llega a una condensación en ocasiones excesiva, en el afán de reducir y eliminar lo superfluo.
- Las narraciones plantean historias sencillas, muy relacionadas con fenómenos de la naturaleza a los que intenta dar respuesta. Pese a su simplicidad a veces presentan una curiosa efectividad poética.
- Debido a su carácter en origen oral, las leyendas se van rehaciendo al ser reproducidas en infinidad de ocasiones a lo largo del tiempo, surgiendo variantes del mismo mito.

El folklore y las creencias populares de la Cantabria rural están llenas de pervivencias precristianas, las cuales, utilizadas con cierta prudencia, pueden servir como fuente auxiliar para conocer la religión y mitos de la Cantabria prerromana.

## Divinidades
El cristianismo en Cantabria es de implantación muy tardía. En el siglo IV la población seguía siendo pagana en su mayoría, como lo demuestra la presencia de exvotos a divinidades indígenas y las numerosas lápidas funerarias encontradas.
Los cántabros aún seguían siendo fieles a sus principios de una ley no escrita que se hundía en el pozo de los tiempos, más cercana al animismo que al monoteísmo.
Entre los restos de mitos que aún persisten como sustrato en la tradición cántabra, se encuentra el culto a las grandes divinidades protectoras, como es la adoración al Sol, lo cual queda atestiguado en las estelas cántabras encontradas, y en relación con el culto al fuego. Así mismo, se idolatra a una divinidad-padre suprema denominada Candamo, dios de la tormenta y la montaña, que en época romana se asocia con Júpiter (Júpiter Candamo) y el culto solar y posteriormente con el Dios cristiano.
Relacionado con el marcado carácter belicoso de los cántabros aparece un dios de la guerra, posteriormente identificado como el Marte romano, al que se le ofrecían sacrificios de machos cabríos, caballos y prisioneros en gran número, según señala Estrabón, Horacio y Silio Itálico. Estas hecatombes iban acompañadas de la bebida de la sangre aún caliente de los caballos, como menciona Horacio al respecto de los concanos, y sería una verdadera comunión.

[...] et laetum equino sanguine Concanum,...
[...] y al Concano que le agrada la sangre del caballo,...
Horacio. Carm. III 4. v29-36

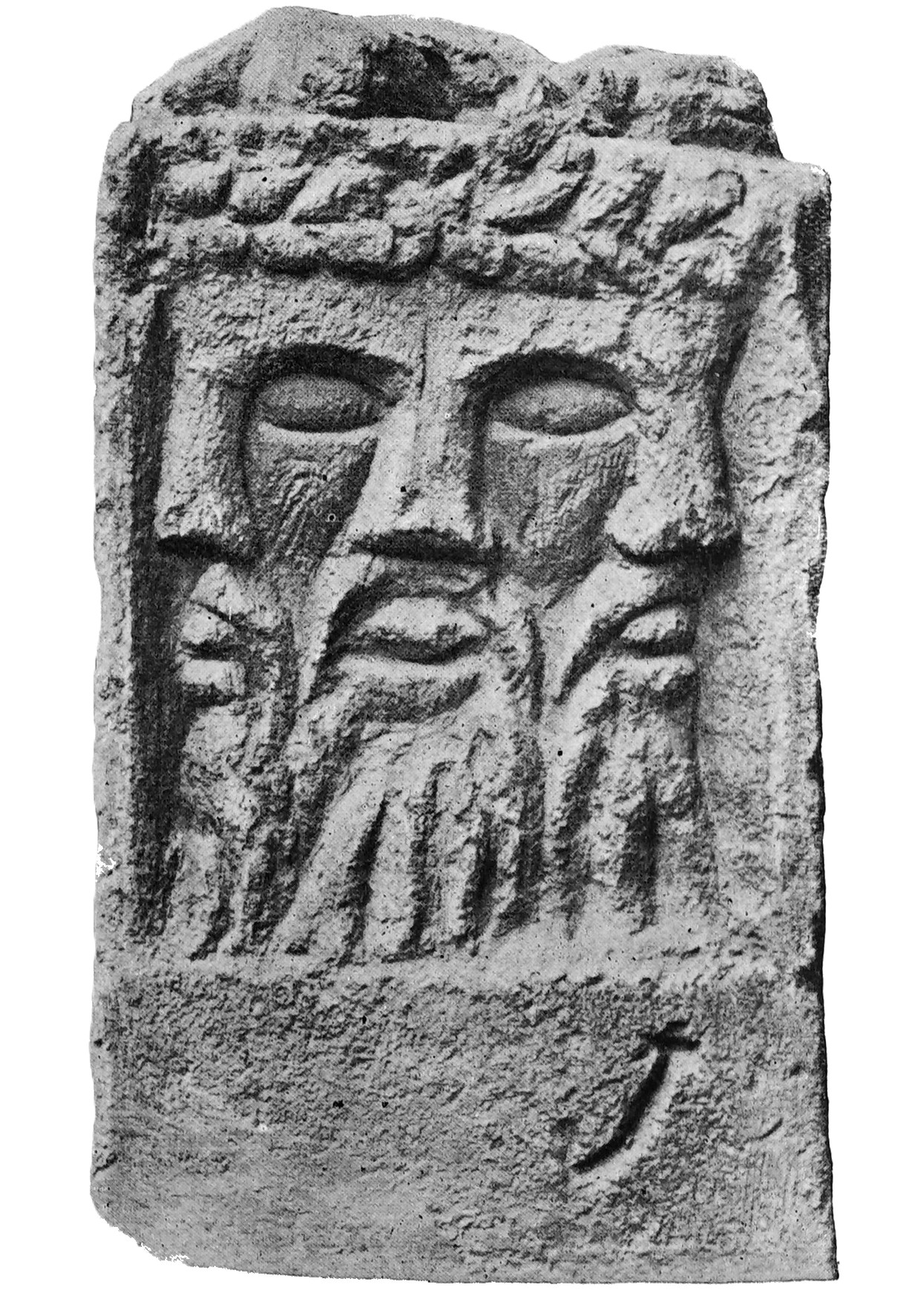
Altar encontrado en Francia con un bajo relieve del dios pancéltico Lug.

El teónimo Epane podría tener relación con este culto. Para los antiguos cántabros estas prácticas poseían un origen místico ligado a la creencia en la sacralidad de estos animales que algunos vinculan muy estrechamente con la variante del dios Marte céltico solar y que serían su reencarnación.
Lug, el dios pancéltico  fue también reverenciado por los cántabros, como lo demuestra una inscripción hallada en Peña Amaya, al norte de la provincia de Burgos, muestra una dedicatoria a Dibus M(agnis?) Lucubo(s).
Los sacrificios humanos entre los pueblos del norte son citados también por san Martín Dumiense y tendrían el mismo carácter de redención y vaticinio que el resto de los celtas de la Galia, donde eran muy frecuentes. Así Estrabón cuenta sobre estos que extraían augurios mediante la evisceración de los prisioneros, cubriendo las entrañas con sayos, les amputaban las manos derechas y las consagraban a los dioses. El modo de vaticinar el futuro dependía de la caída de la víctima.
Unido a esta divinidad guerrera aparecen las diosas-madres germinadoras vinculadas a la Luna con evocaciones casi hasta el presente en la que hasta hoy en día posee una clara influencia en el medio rural en las fases de siembra y recogida de cultivos. Joaquín González Echegaray relaciona la diosa Cantabria aparecida en la inscripción de un ara votiva hallada en Topusko (Croacia) con la Diosa Madre de los cántabros. Este epigrama habría sido realizado por alguno o algunos soldados que formaban parte de las legiones romanas: 

CANTABRIA / SACR(um) / CVSTOD(es) / EIVSDEM
Monumento sagrado a Cantabria. Los guardianes de la misma (diosa, lo pusieron)

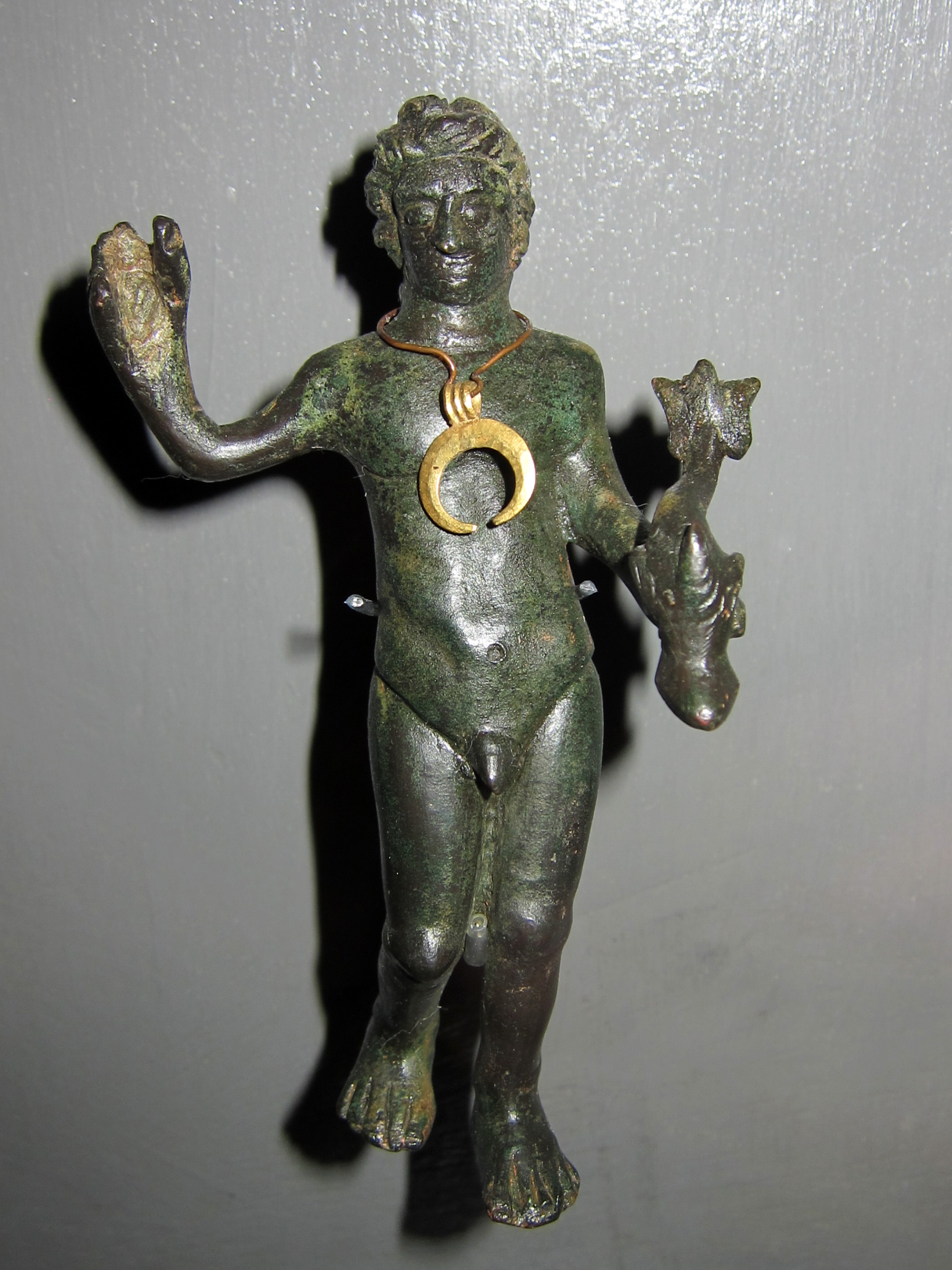
Estatuilla en bronce del Neptuno cántabro encontrada en el monte Cueto, cerca de la actual Castro-Urdiales. Esta figura, que tiene un delfín en un mano y, supuestamente, un tridente en la otra, probablemente sea un exvoto a esta deidad marina depositado en este monte santuario indígena.

Del mismo modo el culto a un dios del mar fue asimilado en épocas romana a través del dios Neptuno cántabro. Una estatuilla en bronce de esta deidad fue encontrada en 1955 cerca de la antigua colonia romana de Flavióbriga (la que fuera el Portus Amanum de los amanos), caracterizándose por conservar los rasgo juveniles de la divinidad cántabra original. El descubrimiento es excepcional ya que no hay constancia de que los cántabros se adentrasen en el mar Cantábrico —un mare tenebrosum considerado por los romanos como cerrado, peligroso y de difícil tránsito fuera de meses propicios— por lo que existe una carencia de mitos y dioses oceánicos en el panteón cántabro.
Estos antiguos cántabros creían en la inmortalidad del espíritu. Así lo demostraban en sus ritos funerarios donde predominaba la cremación, a excepción de aquellos que morían en combate, que debían de reposar en el campo de batalla hasta que los buitres abrieran sus entrañas para llevarse al más allá su alma y unirse a la gloria de sus antepasados. Esta práctica queda atestiguada en los grabados de la Estela de Zurita.
Así mismo un papel importante en la compleja sociedad cántabra era el sacrificio humano en sus dos aspectos: como medio de conformar la voluntad divina y como prevalencia de la abnegación a la colectividad frente al individuo. Así pues, en una sociedad guerrera como la cántabra la inmolación no era considerada como símbolo de primitivismo o barbarie, sino que la difícil determinación que requería a la persona que la llevase a cabo conllevaba que tuviese un alto grado de importancia. Tal era el caso de la denominada devotio, un singular y extremo sacrificio practicado por los cántabros, mediante el cual las comunidades guerreras unían su destino al de su líder.

## Culto astral

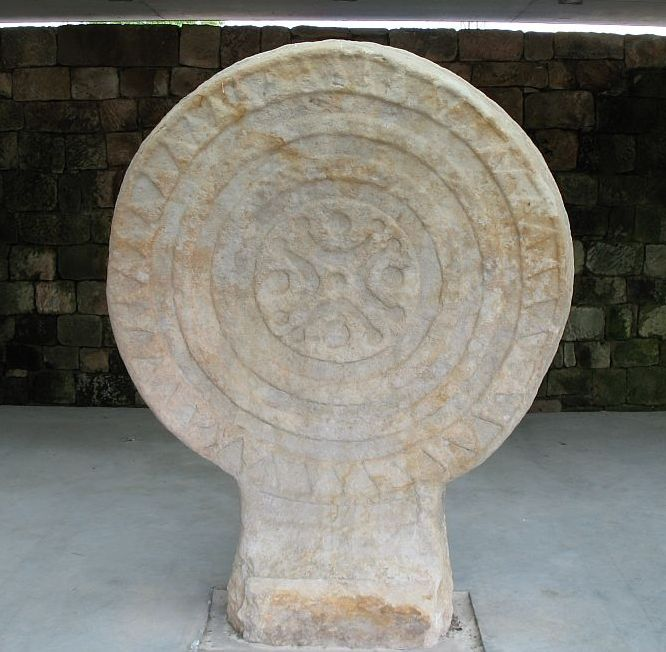
Una de las estelas cántabras de Barros, datadas entre los siglos IV y I a. C. Sus bajorrelieves de anillos, aureolas de triángulos y el tetrasquel se relacionan con símbolos solares y crecientes lunares.

En la antigua religión de los indígenas cántabros, se observa con frecuencia la presencia de cerámicas utilizadas en rituales dedicados a los astros, como se puede apreciar en la epigrafía conservada. Así, se tenía en cuenta la posición de la luna y las estrellas en diversas situaciones de su vida cotidiana, como al construir una casa, sembrar o plantar árboles, o al contraer matrimonio. En un relato de Estrabón se menciona lo siguiente: 

«Los celtíberos y otros pueblos vecinos al norte tienen una divinidad innominada, a la cual rinden culto las familias en las noches de luna llena, danzando frente a las puertas de sus casas hasta el amanecer.»
Estrabón (III, 4, 16)

El culto a la Luna entre las comunidades del norte está relacionado tanto con la estructura económica de estas poblaciones, que dependían en gran medida de la ganadería, como con la presencia del matriarcado, debido a la conexión simbólica entre la luna y la fertilidad. A su vez  la que relacionaban también con la muerte y la inmortalidad del alma.
Además, se pueden encontrar vestigios de prácticas rituales de origen indoeuropeo relacionadas con el culto al Sol en algunas regiones, especialmente en el norte. En general, las creencias y rituales asociados a estas tradiciones son variados y numerosos.
El símbolo distintivo aparecido en los grabados de las estelas discoideas, con cuatro medias lunas que se enfrentan y rodean un punto central (seis medias lunas en una de las estelas de Lombera), parece ser exclusivo de los cántabros, ya que no se encuentra en ninguna otra cultura indoeuropea peninsular con esta forma. Solo en algunas placas hallstátticas de Alemania, Austria, Suiza o Francia se puede encontrar este símbolo, el cual normalmente está asociado con soles, esvásticas, caballos, cruces y otros elementos geométricos relacionados con el culto al Sol.
Dado que los cántabros pertenecen a la cultura posthallstáttica peninsular y comparten creencias religiosas muy similares a las de los primeros celtas de Europa Central, como se evidencia en su simbología común y origen compartido, es lógico suponer que el símbolo en cuestión fue traído a la región por algún grupo de las oleadas de personas indoeuropeas que llegaron a la península Ibérica a lo largo del primer milenio antes de Cristo desde aquellas regiones donde se encontraron las placas mencionadas.
Es notablemente distintivo de los cántabros el hecho de que esta simbología astral aparezca específicamente en unas estelas gigantes que no tienen réplicas conocidas entre otros grupos culturales. Estas estelas, que desempeñaban un papel importante en las prácticas religiosas de los cántabros, indicaban la presencia de antiguos santuarios al aire libre en lugares específicos, cuyo carácter sagrado perduró a través del tiempo con la construcción de ermitas sobre ellas o en sus proximidades.

## Culto a la naturaleza

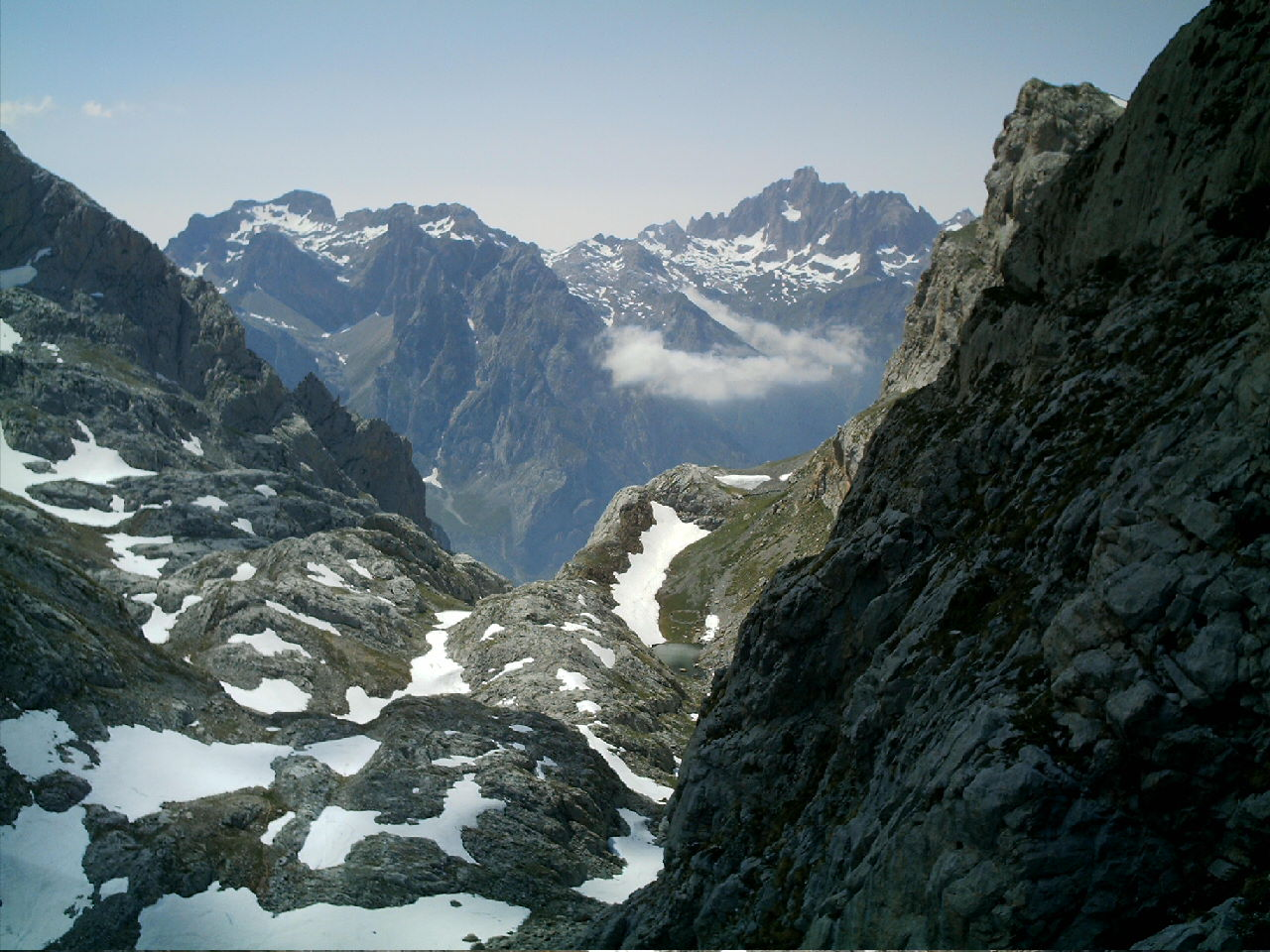
Vista de Torre Bermeja (2400 m) y Peña Santa (2596 m), en el Macizo Occidental de los Picos de Europa.

Gracias a la epigrafía podemos conocer los cultos naturalistas practicados por los antiguos pobladores celtas del Norte y Noroeste de la península ibérica, entre los cuales tenían una especial importancia aquellos relacionados con el agua, las rocas y los árboles.
Existe un único texto conocido de tiempos bajoimperiales muy avanzados que aborda este tema, un párrafo de San Martín Dumiense crítico con prácticas netamente paganas, en el que se prohíbe encender velas cerca de rocas, árboles o fuentes, y se desaconseja colocar cruces en las intersecciones de los caminos, en relación clara a cultos conectados con dioses protectores de las encrucijadas.
Estas prácticas tienen su origen en las antiguas creencias celtas, donde las encrucijadas eran consideradas lugares vinculados a la muerte y la oscuridad, puntos de comercio entre el demonio y las almas errantes. Esta concepción motivó la presencia de divinidades específicas en los caminos y encrucijadas, a las que se ofrecían piedras junto con oraciones. La acumulación de estas piedras en puntos fijos originó posteriormente la erección de elementos indicativos como pilastras, bustos, cruceros o humilladeros.

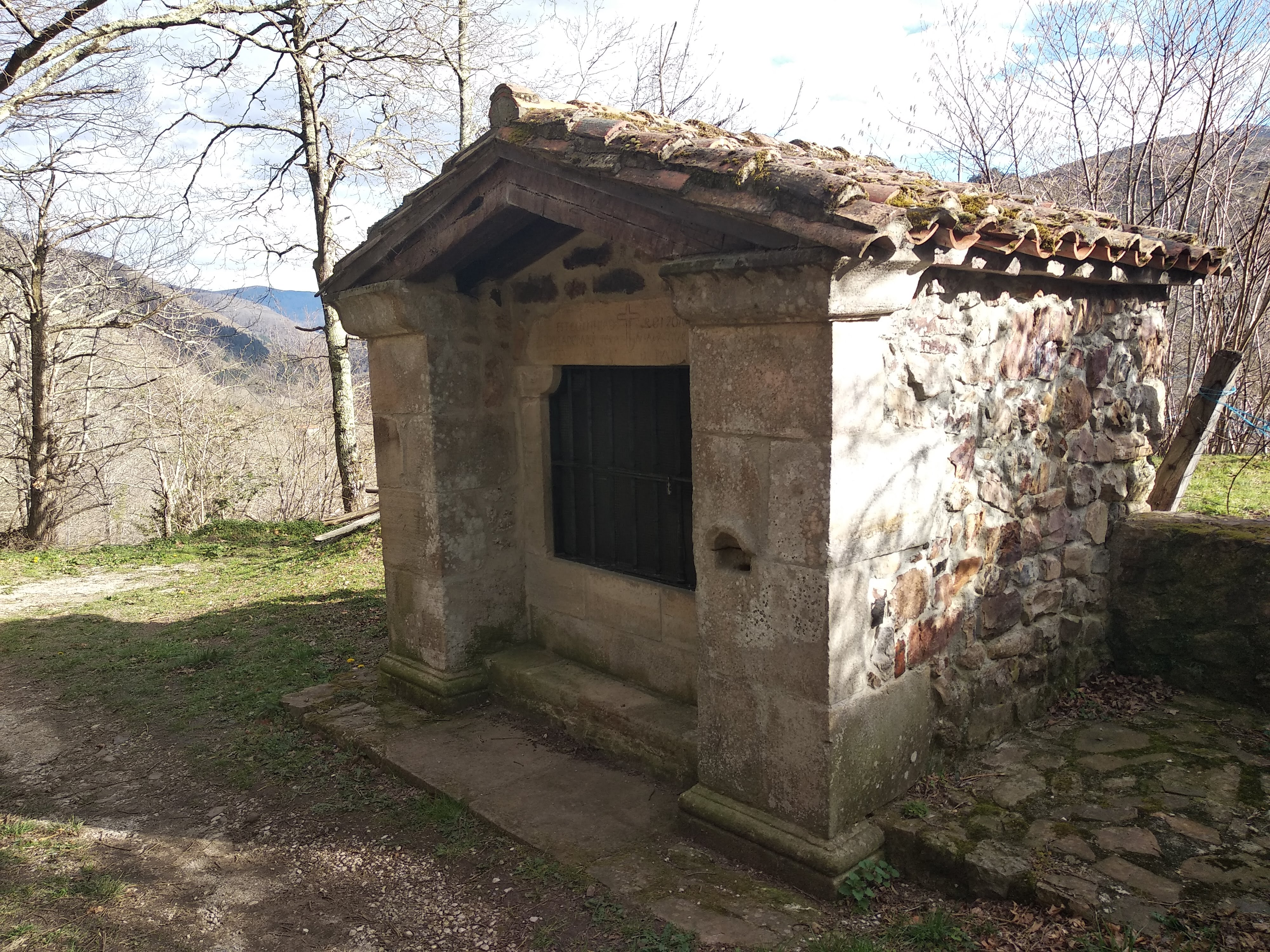
Santuco o asubiadero en el antiguo Camino viejo de Castilla, próximo a la localidad de Correpoco (Los Tojos).

Entre las divinidades que recibían estos cultos destacaba el ya mencionado Lugh (o Lug). Este dios, directamente relacionado con las almas de los muertos por ser el encargado de transportarlas al más allá, recibía culto en caminos, montes, fuentes y bosques, como atestiguan diversas lápidas funerarias y aras votivas halladas en estos lugares.
Con la romanización, estas tradiciones fueron asimiladas mediante cultos como los Lares Viales y Compitales, adaptaciones romanas de las antiguas divinidades protectoras de los caminos. Posteriormente, con la cristianización del Imperio, estas prácticas fueron duramente condenadas pero siguieron persistiendo entre la población rural, como evidencia el texto de Martín de Dumio:

«[...] ¿Y cómo vuelven enseguida a los cultos del diablo algunos de entre vosotros que renunciaron al diablo, a sus ángeles, a sus cultos y a sus malas obras? Pues encender velas junto a las piedras, a los árboles, a las fuentes y en las encrucijadas ¿qué otra cosa es sino culto al diablo?. Los actos de adivinación y los augurios y el celebrar el día de los ídolos, ¿qué otra cosa es sino culto al diablo? Festejar las Vucanales y las Calendas, adornar mesas y poner ramas de laurel, prestar atención al pie que se usa, derramar grano y vino en el fuego sobre un tronco y poner pan en las fuentes.[...]»
Martín de Dumio. De correctione rusticorum

Esta costumbre de hidromancia de ofrecer pan a las fuentes, mencionada por San Martín, perduró en Cantabria hasta tiempos recientes, mostrando la extraordinaria persistencia de estos antiguos cultos a pesar de los esfuerzos cristianizadores. Lo que para los celtas eran ofrendas a divinidades como Lugh, para la Iglesia se habían convertido en "cultos al diablo", reflejando así la transformación y demonización de las antiguas tradiciones paganas en el proceso de cristianización.

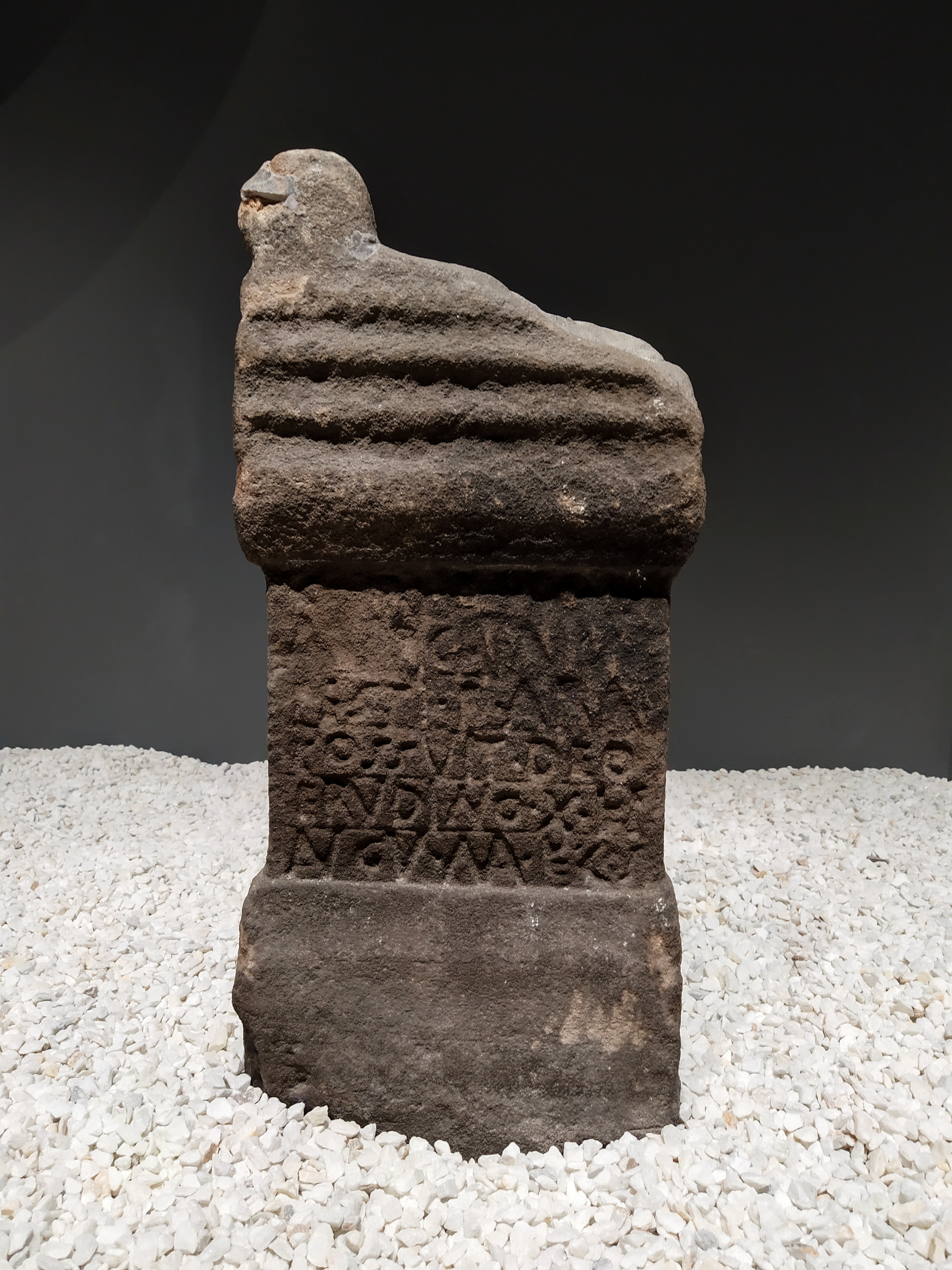
Ara votiva a Erudino proveniente del Monte Dobra y depositada en el Museo de Prehistoria y Arqueología de Cantabria. Los cultos paganos pervivieron en Cantabria hasta épocas muy avanzadas.

Por otro lado, existían deidades menores que estaban ligadas a los árboles, los ríos (el Deva) y otros elementos de la naturaleza. En el monte Cildá apareció un ara dedicada a la diosa madre Mater Deva, conocida en el mundo céltico y personificada en el río Deva. En Otañes se encontró una pátera, llamada Pátera de Otañes, dedicada a la ninfa de una fuente con propiedades medicinales o santuario de Salus Umeritana. Plinio el Viejo cita la existencia en la Cantabria histórica de unas fuentes intermitentes –las Fuentes Tamáricas– veneradas por los cántabros tamáricos que tenían valor augurio y que correspondería a la actual Velilla del Río Carrión. Suetonio, en su relato sobre la vida de Galba, señala como símbolo de buen augurio el haber encontrado durante su estancia en Cantabria doce hachas en un lago. Estas eran sin duda exvotos depositados allí según costumbre también de otros pueblos europeos, lo que sugiere un culto a los lagos. Así mismo, la ofrenda a las aguas de stips, o monedas de bronce de escaso valor, así como de otras piezas de mayor cuantía, como denarios, áureos y sólidos, queda manifiesta en la presencia de algunas de estas piezas en La Hermida, Peña Cutral, Alceda y en el río Híjar. 
Además, la toponimia actual también nos sugiere la generalización de este tipo de cultos en Cantabria, como se puede observar en nombres de lugares como Peña Sacra, Peña Sagra (Penna Sacara), Mozagro (Montem Sacrum), y en los numerosos Monte Hano, Pico Jano, entre otros ejemplos. Lugares como el Pico Dobra, en el valle del Besaya, han dejado constancia de su sacralizado desde época prerromana a través del ara dedicada al dios cántabro Erudinus fechado en el año 399. Este es un ejemplo notable, pues el cristianismo por esa fecha ya era la religión oficial del Imperio romano. Que un gentil se atreviera a dedicar una ara idolátrica en la cima de un monte tan representativo, en una época en que se iniciaba la persecución contra los viejos cultos paganos, demuestra que en Cantabria estos aún se seguían practicando y que los antiguos ritos se extendieron mucho más allá de la cristianización oficial del imperio.

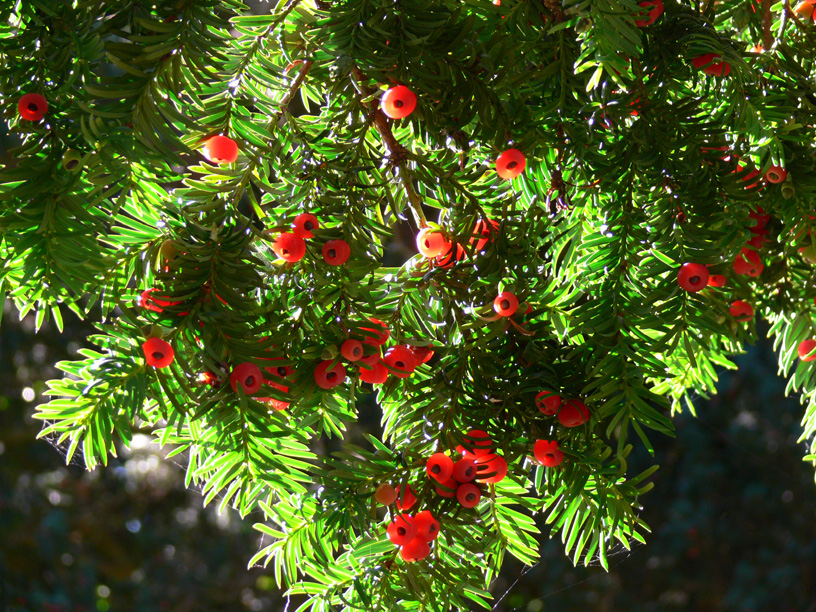
Bayas carnosas del tejo o arilos. Este árbol mítico quizá sea el más representativo de Cantabria y ha sido plantado con frecuencia junto a edificios singulares. Antiguamente, al terminar de construirse una de estas edificaciones, se plantaba próximo un tejo como árbol testigo.

Por Silio Itálico, Floro, Plinio el Viejo y san Isidoro de Sevilla sabemos que antes de perder la libertad, los cántabros se suicidaban con veneno extraído de las hojas del tejo, pues preferían la muerte a ser esclavizados, y de igual forma sacrificaban a los ancianos no aptos para la guerra. Es habitual encontrar tejos en las plazas de los pueblos, en cementerios, iglesias, ermitas, palacios y casonas, al considerarse un símbolo de transcendencia.
En efecto, por los testimonios recogidos indirectamente por autores clásicos, se cree que para los pueblos célticos, ciertos elementos de la naturaleza poseían un carácter divino o sagrado. Entre ellos, y como se señala más arriba, los árboles, y especialmente los robles y encinas, de los que los druidas cogían el muérdago, planta a la que atribuían propiedades curativas y mágicas. Aunque no hay constancia de una homogeneidad y repetición de los mismos ritos y usos druídicos en todos los pueblos de ascendencia celta, es posible que estos sean el origen de fiestas tradicionales que han perdurado hasta nuestros días en Cantabria y otros lugares de España, como la Maya.
Robles, hayas, encinas y tejos eran también utilizados como un lugar de encuentro tribal, generación tras generación, en donde las leyes religiosas y seculares eran impartidas. Hasta tiempos muy recientes era habitual celebrar los denominados concejos abiertos bajo árboles centenarios (las juntas de la Merindad de Trasmiera oficiaban sus reuniones en Hoz de Anero, en Ribamontán al Monte, bajo una gran encina que todavía existe junto a la iglesia de Nuestra Señora de Toraya).

## Fechas y momentos significativos

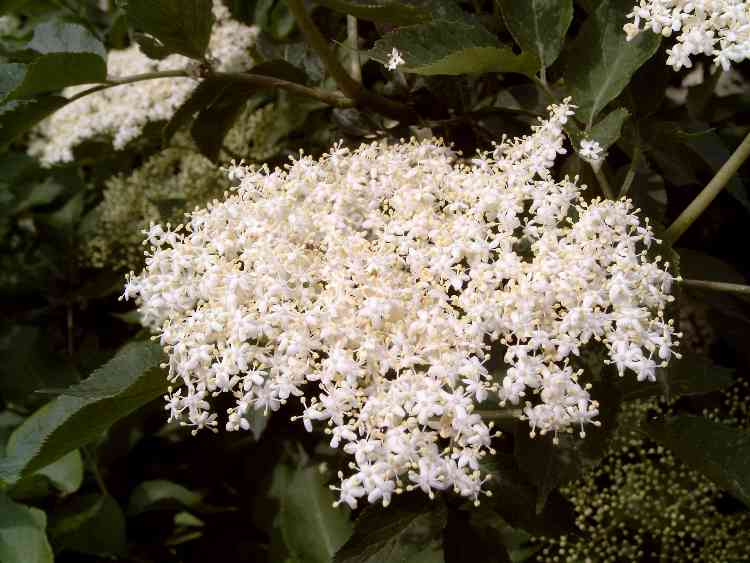
En Cantabria se recogía la flor del saúco o sabugo con fines medicinales en la noche de San Juan.

Como ocurre en otros pueblos en Cantabria existen fechas que han sido propicias desde antiguo para los rituales y las leyendas, momentos temporales cargados de ocultas y antiguas significaciones. Así, por San Juan, en el solsticio de verano, la noche es mágica. Dice la tradición en sus diferentes variantes que los Caballucos del Diablo y las brujas carecen de poderes tras el ocaso y se apoderan de él los curanderos; las plantas como el trébol de cuatro hojas, la flor del saúco, las hojas del sauce, de verbena, enebro o brezo entre otras curan y dan felicidad si se recogen en esa madrugada. 
Por su parte las jóvenes casaderas salían al amanecer de ese día para recoger la denominada «flor del agua», que se creía les otorgaría belleza, salud, felicidad y juventud eterna. La mayoría de los autores opinan que esa misteriosa flor estaría relacionada con la capa más superficial del agua sobre la que inciden las primeras luces del alba. 
En torno a la Navidad (solsticio de invierno) se realizaban ceremonias rituales, vestigios de antiguos cultos al árbol, el fuego y el agua. En esas fechas se adornaban los manantiales y balcones con flores y se bailaba y saltaba sobre el fuego.
Destacan también momentos del día como el ocaso. En Cantabria se hablaba del sol de los muertos refiriéndose al último sol de la tarde que enviaban los difuntos. Este se creía que marcaba el momento en que los muertos regresan a la vida y diversos autores lo han asociado con reminiscencias del culto solar.
Existe otro sol, el que sale mientras llueve cuando el arco iris comienza a desvanecerse en el cielo, que en casi toda Cantabria recibe el nombre de sol de brujas o sol de caracoles, pues se consideraba que esta agua no mojaba y en cambio resucita a los muertos y hace salir de sus escondrijos a caracoles, ranas y sapos.
En el folclore cántabro se ha conservado la januaria del año nuevo con muchas de las características que debió tener en época romana a través de una de sus fiestas: La Vijanera. Era costumbre celebrar las kalendas de Jano, un rito pagano que coincidían más o menos con el principio del año. Esta mascarada invernal actualmente solo se conserva en la localidad de Silió, pero hasta principios del siglo XX se celebraba en los valles de Iguña, Anievas y Toranzo y, a juzgar por algunos indicios, debió estar muy extendida por Cantabria en épocas antiguas.

## Criaturas mitológicas

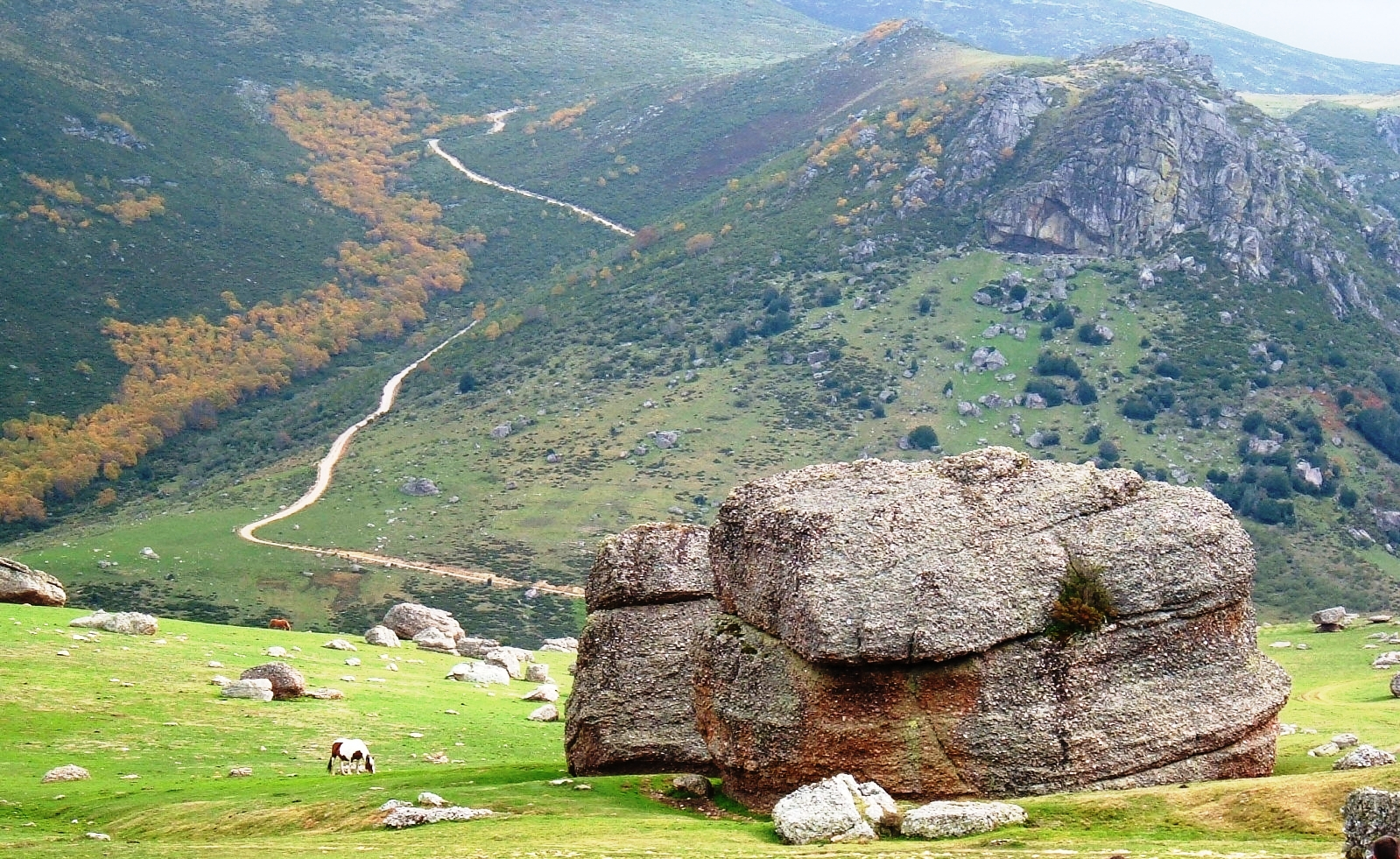
A través de los mitos los hombres buscaban respuesta a los hechos de la naturaleza que les parecían inexplicables. En la imagen los Cantos de la Borrica en los puertos de Sejos, bloques erráticos de origen glaciar. La mitología cántabra justifica la presencia de grandes rocas como estas en brañas y camberas por la acción perversa del Ojáncanu.

A la par que las divinidades telúricas y de la naturaleza, en Cantabria ha habido, según la tradición popular y al igual que en otros pueblos, seres fabulosos de aspecto desigual que las gentes temían o adoraban y en torno a los cuales se forjaban historias y leyendas. En este sentido el historiador Joaquín González Echegaray señala, en relación con el importante pensamiento sobre lo demonológico durante la Alta Edad Media en Cantabria, que:

[El] papel relevante del demonio en las creencias y en la vida cotidiana se conserva en buena medida aún en todo el folclore del norte de España, y concretamente en el de la Montaña cántabra. A parte de persistir muchas de las supersticiones consignadas por San Martín de Braga, como las fiestas del comienzo del año: la januaria romana, aquí llamada "bijanera"  [sic], o ciertos personajes míticos como las dianas y lamias, aún conocidas con los nombres de anjanas y lumias, el alma popular es muy sensible a la creencia y localización del demonio en fenómenos populares y contrasta con lo que sucede en otras regiones de España.
Joaquín González Echegaray. Cantabria en la transición al Medievo. Los siglos oscuros: IV-IX

La procedencia de los seres imaginarios es muy diversa. A veces su origen se remonta a la noche de los tiempos, otras veces son herederos de viejas divinidades de las que apenas queda rastro, pero cuya esencia en cierto modo pervive en los seres fabulosos a los que dieron lugar.
Así, en la mitología cántabra aparecen muchos de estos elementales, entre los que se pueden destacar los siguientes:

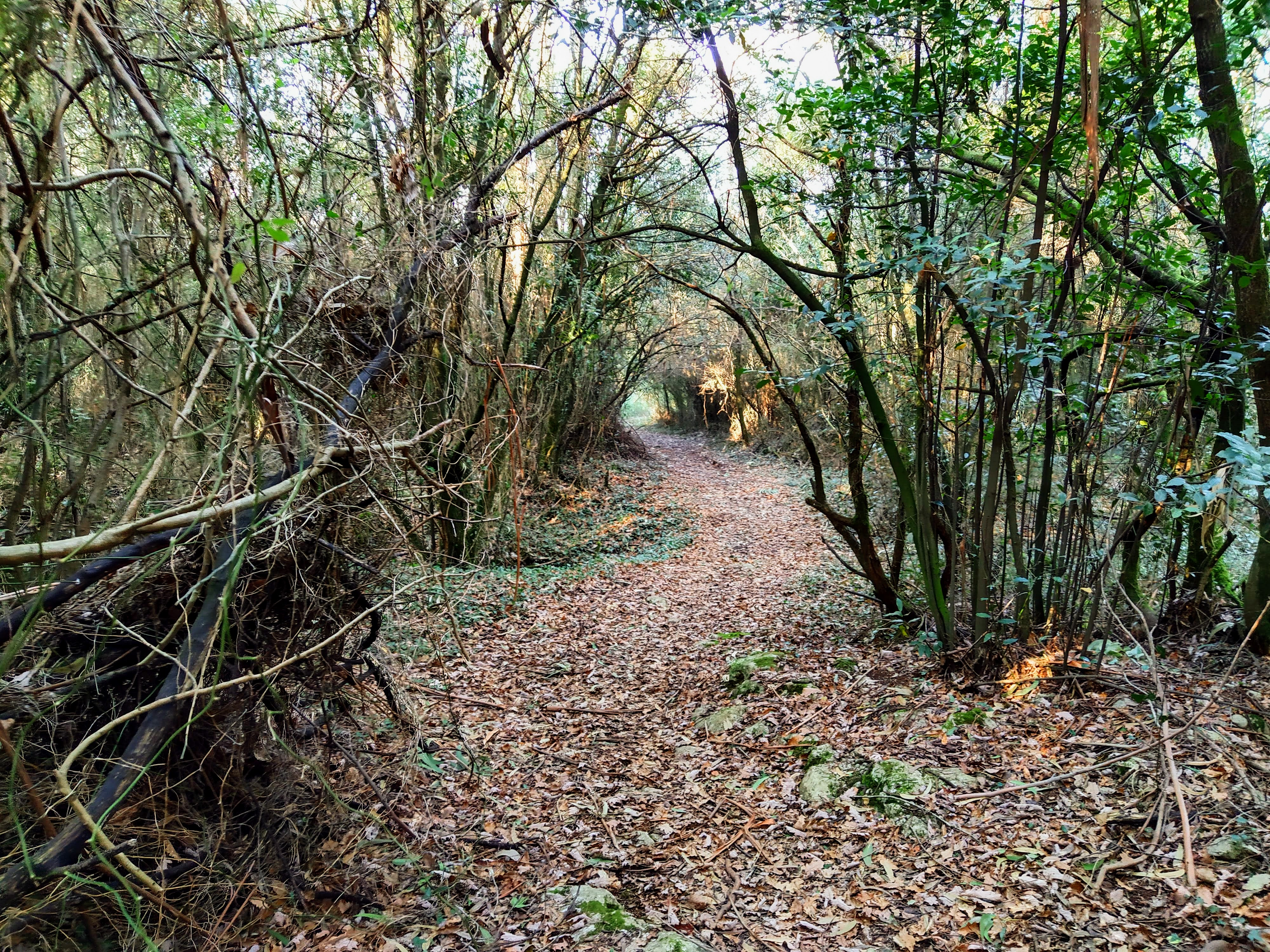
Cambera en el monte Vizmaya (Entrambasaguas). En la espesura de los bosques y caminos la mitología montañesa sitúa a espíritus y seres mitológicos, intentando dar respuestas al miedo a lo desconocido.

- El Ojáncanu. Infortunio de Cantabria, esta criatura personifica el mal entre los cántabros y representa la maldad, la crueldad y la brutalidad. Este gigante ciclópeo es la versión cántabra del Polifemo griego que aparece también en otras mitologías indoeuropeas.[nota 12]
- La Ojáncana o Juáncana. Mujer del anterior. Le gana a aquel en maldad, pues entre sus víctimas se encontraban también los niños.
- La Anjana. Es la antítesis al Ojáncanu y la Ojáncana. Hada buena y generosa, protectora de las gentes honradas, de los enamorados y de quienes se extravían en los bosques y caminos.
- Los duendes. Aquí se engloban a todos los pequeños genios de la mitología cántabra, traviesos y burlones en una gran mayoría. Cabría distinguir entre los duendes domésticos, aquellos que viven en el interior o en los alrededores de las casas de Cantabria, como los trasgos y trastolillos, y los duendes silvestres que habitan el bosque, como trentis, tentirujos, zahorís o los enanucos bigaristas.

Existen otros muchos seres fabulosos que pueblan la rica mitología de Cantabria, como los Ventolines, la Osa de Ándara, la Guajona, los Caballucos del Diablu, los Nuberos, el Musgosu, el Culebre, el Ramidreju, etc. O hermosas leyendas como la de la Sirenuca, bella moza desobediente y caprichosa aficionada a trepar por los acantilados más peligrosos de Castro-Urdiales para cantar al compás de las olas y por ello convertida en ninfa marina. O la del Hombre Pez, un joven de Liérganes al que le gustaba nadar y que desapareció en el río Miera, siendo finalmente encontrado en la bahía de Cádiz transformado en un extraño ser acuático.

## La mitología cántabra en la actualidad

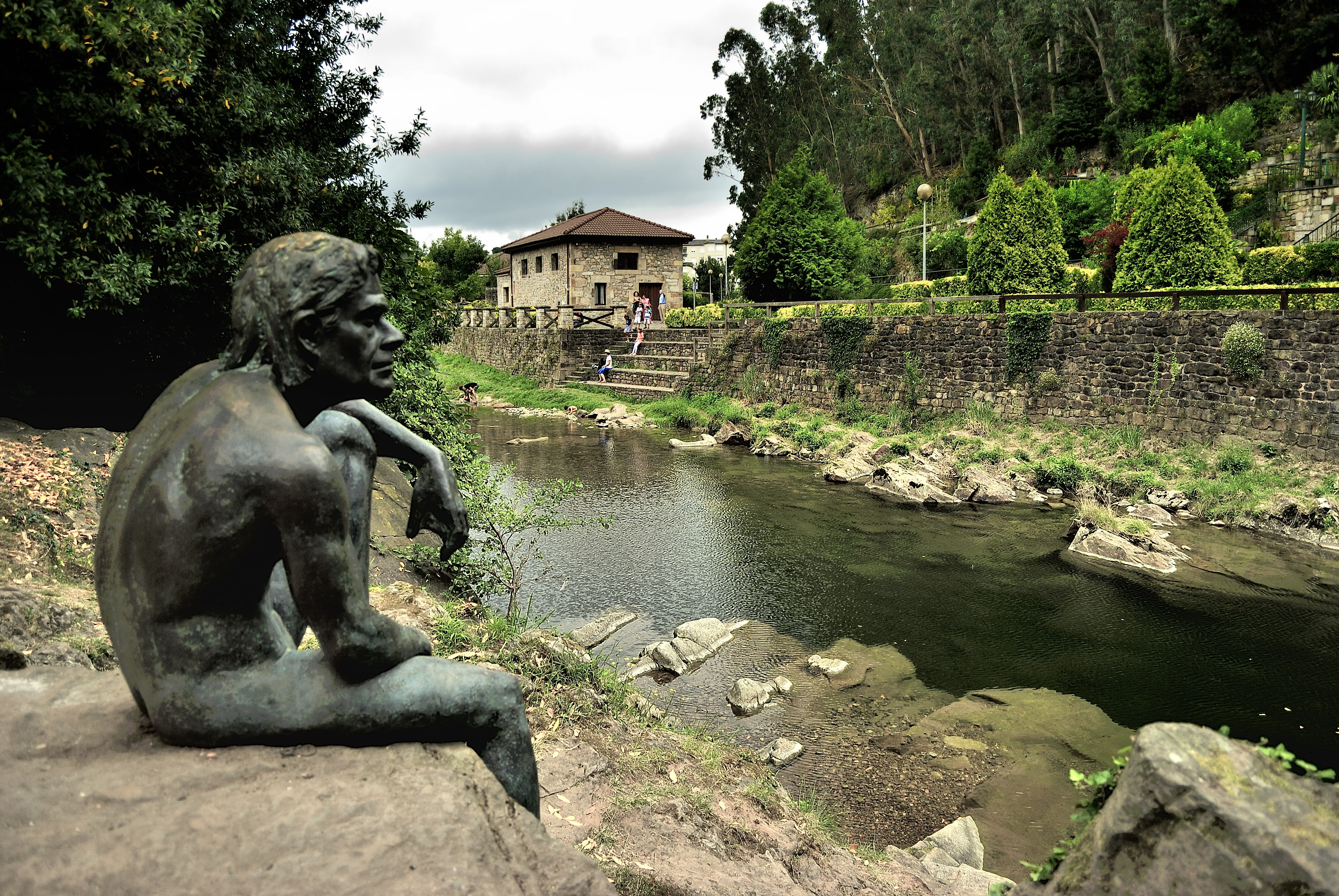
Estatua dedicada al Hombre Pez de Liérganes, situada junto al río Miera.

A diferencia de otras regiones de España, en las que la mitología vernácula apenas ha sido estudiada, Cantabria ha visto en los últimos tiempos un renacer en el interés por conocer las leyendas y los seres mágicos de su tradición oral. Autores como Adriano García Lomas, en su reconocido trabajo sobre mitología montañesa,  Manuel Llano Merino, pionero en la recopilación de narraciones populares y lírica tradicional o más cercanos como Jesús Callejo Cobo, han permitido redescubrir mitos arcaicos rescatados del folclore de la región.
Todos ellos se encargaron de documentar una gran cantidad de cuentos montañeses. Sin embargo, a veces resulta difícil distinguir entre relatos de ficción literaria y aquellos pertenecientes a la literatura popular transmitida oralmente. Centrándonos en estos últimos, es importante mencionar que el cuento en Cantabria se sitúa entre las narraciones mitológicas y las historias triviales. Los personajes de estos cuentos no suelen ser seres sobrenaturales ni héroes, si bien el relato no carece de simbolismo y posee un carácter ejemplarizante que trasciende el tiempo. Esto se evidencia especialmente en la moraleja, que puede ser implícita o incluso explícita en algunos cuentos. Así, uno de los vicios más castigados en los cuentos moralizadores montañeses es la avaricia.

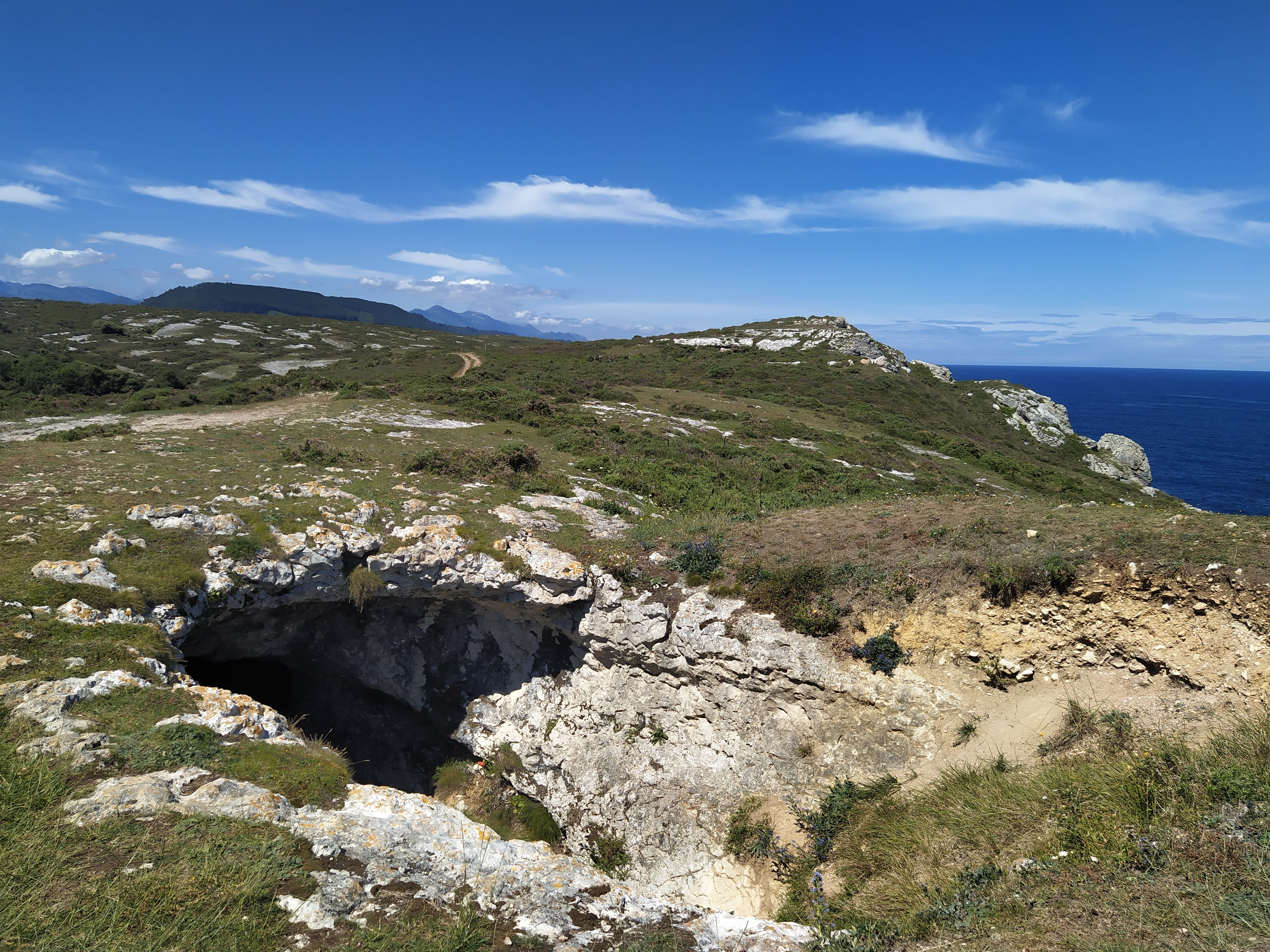
Los subterráneos son el hogar del reptil gigante y aterrador llamado culebre (o cuélebre), que a menudo se representa como el guardián de los tesoros ocultos en las cuevas. En la imagen se muestra la cueva del Cúelebre, ubicada en San Vicente de la Barquera, un bufadero cercano a los acantilados costeros. El fuerte sonido que emite, conocido como bufido, contribuye a aumentar la mitología del lugar.

Enfocándose en los que abordan pasajes relacionados con el mito y realizando una clasificación elemental basada en temas, se pueden distinguir tres tipos diferentes de cuentos:
- Aquellos denominados cuentos de hadas,  que incluyen personajes fantásticos provenientes de creencias populares, como brujas, enanos, hadas, entre otros. Ejemplos de este primer tipo se encuentran en la recopilación de José María de Pereda en su obra El sabor de la tierruca (1882), donde se incluye el relato de La Rámila, una bruja que protagoniza El enanuco del bígaro.[44] Manuel Llano también presenta varios cuentos de este tipo en su libro Brañaflor (1931), como La anjana y la sarna o El arquetu y el mayorazgo.

- Aquellos que hacen referencia a supersticiones, almas en pena y similares. Ejemplos de este segundo grupo incluye cuentos recopilados por Demetrio Duque y Merino en Contando cuentos y asando castañas (1897), como El viejo avariento o Las ligas de Migia de Un cuento de invierno.[45]
- Las leyendas, que suelen estar vinculadas a lugares o monumentos específicos y, en ocasiones, tienen un carácter etimológico, es decir, explican el origen o la causa de algo. Este tercer tipo está bien representado en las narraciones recopiladas por Miguel Ángel Sáiz Antomil en Leyendas del Valle de Soba (1951).

El interés de la sociedad cántabra por volver a reencontrarse con su historia, tradiciones y costumbres, se ha visto reflejado también en la proliferación de festivales de lo mitológico —como el de Anievas—, recreacionistas —como el de la Guerras Cántabras—, celebraciones asociadas a antiguas creencias y rituales de fertilidad y renovación —como el izado de La Maya en Silió— o en la recuperación y revitalización de las mascaradas rurales de invierno, antaño prohibidas —como el ritual festivo de La Vijanera de Silió, el Andruido en Piasca o los Zamarrones en el valle de Campoo o Polaciones—.
Así mismo, conocidos autores como Gustavo Cotera, Isaac Sánchez o José Ramón Sánchez entre muchos otros, han desarrollado a través de estos seres elementales sus propias narrativas en artes visuales como el cine, el cómic, la pintura o la escultura.